# История на София
Историята на София, столица и най-голям град на България, обхваща няколко хилядолетия от Античността до наши дни, през голяма част от които градът е стопански, културен и политически център на своя регион в центъра на Балканския полуостров.

## Древност и Античност

### Праистория
Най-ранните археологични свидетелства за обитаване на територията на София са от ранния неолит (VI хилядолетие пр. Хр.) – по това време в Софийското поле съществуват десетки малки селища, много от които в рамките на днешния град. Особено значимо и добре проучено сред тях е Слатинското неолитно селище, разположено в югоизточния край на днешния булевард „Шипченски проход“. От времето на халколита (края на V и началото на IV хилядолетие пр. Хр.) е известно селище на мястото на сегашния площад „Княз Александър I“.
Най-ранните данни за заселване на античния център на града – местността около минералните извори на днешната Централна минерална баня – са от бронзовата епоха (II хилядолетие пр. Хр.). Сведенията за това селище са оскъдни, тъй като градът продължава да съществува на това място в продължения на хилядолетия, много от останките са унищожени, а други вероятно остават скрити под големи съвременни сгради. Във всички случаи археологичните изследвания показват непрекъснато обитаване на селището през следващата желязна епоха и през Античността.

### Тракийска епоха
Сведения за района на днешна София се появяват в древногръцки писмени източници в средата на V век пр. Хр., като по това време тази част на Балканския полуостров е населена с различни народи от групата на траките. Тукидид сочи като северозападни съседи на Одриското царство в Софийската котловина трери и тилатеи. Тези две етнически групи не се споменават от други автори. Областта на север от планината Скомброс (Витоша) се населява от племената тилатеи, посочени през V век пр.н.е. от Тукидид и трери, посочени от Страбон през I век пр.н.е. Територията, която заемат тилатеите и трерите, се ситуира между днешните София, Перник, Босилеград и Пирот, като изрично се споменава река Оксиос (Искър).
През III век Дион Касий (Dio Cassius Cocceianus – лат. ез.) нарича част от римските противници от I век пр. Хр. (времето на посоченото от него първо завладяване на днешните български земи) серди, като ги причислява към голямата общност на траките. За мнозина от съвременните учени сердите са несъмнена част от едно келтско население с корени преди III век пр. Хр. От каменни надписи, отнасящи се за селището при минералния извор, е известно името Сардики или Са/ердонполис. Това име обикновено се превежда разказвателно – Град на сардите/сердите. Друг прочит е Сардиград, Сардонград, съответно – Сердиград, Сердонград. Обръща се внимание на близките топоними като Сард-еня/иния, Сарди, Сяр (Сѣръ) и пр. (съгл. проф. д-р Димитрина Митова Джонова, Ст.н.с.Iст. д-р арх. Христо Генчев, Доц.д-р Веселина Вачкова и др.). С изключение на силна териториална и градоустройствена информация почти няма исторически данни за града през периода на предсердикийското селище (раб. име – Протосердика).
Според Дион Касий (около 220 година сл. Хр.) когато римляните настъпват в областта през 28 – 9 година пр. Хр. (събития, около 250 години преди написването на историята), те „... успяват да подчинят сердите...“. Това е единственото споменаване на „серди“. Каменни надписи свидетелстват за изписването на името на селището при минералния извор – Сердонполис (Серди/Сердон-град, „Град на сердите“).Редица учени изразяват внимателно отношение относно естеството на връзката „серди – Сердонполис“ Относно същината на населението „серди“ както в българската литература, така и в западноевропейската, е прието схващането, че те са част от келтите.
Почти няма информация за града през тракийския период – откъслечни писмени източници се появяват от времето на завладяването от римляните, а археологическите сведения са фрагментарни, заради мащабните римски строежи върху предходното тракийско селище. Все пак наличните данни показват, че то вече е използвало запазената и през римския период Хиподамова система на перпендикулярни улици, ориентирани по главните географски посоки. Изключение е една диагонална улица от минералния извор на северозапад към тогавашното корито на Владайската река. Предполага се, че на възвишението югоизточно от извора се е намирала укрепената резиденция на владетеля и градския храм.
Вероятно през IV век пр. Хр., при Филип II, земите на сердите са завладени от Древна Македония, като остават част от същинска Македония и след разпадането на империята на Александър Македонски. С упадъка на царството през III век пр. Хр. то губи владенията си във вътрешността на Балканския полуостров и по време на завладяването му от римляните в средата на II век пр. Хр. Софийското поле не е част от него.
Сердите са подчинени от Римската република през 28 година пр. Хр. Година преди това римският проконсул на Македония Марк Лициний Крас предприема поход срещу пресеклите Дунав бастарни, който има успех, но по обратния път се сблъсква със съпротивата на сердите. През 28 година пр. Хр. той се връща и завладява земите им, прилагайки големи жестокости и принудителни изселвания.
За пръв път около 220 година Дион Касий посочва активните военни действия на римляните за завладяване на областта през 29 – 28 година пр. Хр. В Глава 51 на Римска история Дион Касий се спира на някои от действията на Рим за подчиняването на част от земите на днешна България. Съгласно Дион Касий през 28 година пр. Хр. проконсулът на Македония Марк (Лициний) Крас, бива изпратен в Гърция и Македония и воюва с Даките и Бастарните/Скитите, усмирява насрещната Мизия, усмирява и съседните Трибали, и Дарданите ...... завладява районът Сегетика (?) ... успява да подчини Медите и Сердите... Възможно е около средата на I век пр. Хр. и Сердика да е била включена в новосъздадената римска провинция Тракия. През този период вероятно започва и заселването на ветерани от римската армия в новозавзетите земи. При управлението на император Марк Аврелий Сердика получава правото да сече собствени монети, а около 180 година е изградена и крепостна стена, която в продължение на столетия очертава същинския град, така както го разбира античното римско градоустройство.За периода на императорите Галиен, Аврелиан и Клавдий II (III – IV век) „... имаме сведения, че в Сердика е функционирала държавна монетарница, която не е сякла монети от името на градската управа, а – с позволението на императора, които вече са съвсем друга категория пари...(Археол. Весела Кацарова, 2017, София)“

### Римска епоха

#### Създаване на римския град
Малко след римското завоюване Сердонполис става център на стратегия Сардика/Сердика („Стратегия на сердите“), чието име постепенно преминава и върху града. Стратегията обхваща територия между Траянови врата и днешния Пирот, а на север достига отвъд Стара планина. През 45 година Сердика е включена в новосъздадената римска провинция Тракия. През този период започва и заселването в Сердика на ветерани от римската армия, които получават земи в неговите околности. По време на император Марк Улпий Траян (98 – 117) градът получава права на муниципия и официалното име Улпия Сердика в чест на императора.Името (на стратегията и града) се изписва чак до Средновековието както Сардика, така и – Сердика, като все още не може да се установи кое е по-ранно. В мнозинството късни географски карти се приема Сардика – за областта и Сердика – за укрепения град.
При управлението на император Марк Аврелий Сердика получава правото да сече собствени монети и, както и други градове в Тракия, е укрепена с крепостна стена заради нарасналия риск от нападения през северната граница на Империята. Съоръжението е завършено между 176 и 180 година и в продължение на столетия очертава ядрото на града. Тя огражда територия от 16,4 ha с формата на ориентиран от север на юг правоъгълник със скосен по тогавашното корито на Владайска северозападен ъгъл. Стената, изградена с тухлена зидария върху каменен фундамент, с дебелина 2,2 m и височина 8 – 9 m, е оборудвана с кръгли и триъгълни кули и има четири порти – в средата на западната, източната и южната стена и в северозападната стена. Портите са начални точки на двете главни улици, които, както и обиколната улица от вътрешната страна на стената, имат ширина 9 m, докато останалите улици са с ширина между 5 и 8 m.
Форумът на Сердика е разположен при сегашния площад „Света Неделя“ и заема значителна площ за сравнително малките размери на оградения от стената град. По южната му страна е разположена най-голямата обществена сграда в града – построеният в края на II или началото на III век преториум, останките на който са под днешната катедрала „Света Неделя“ и площада южно от нея. Преториумът е разрушен в късната Античност при неясни обстоятелства, може би в резултат на земетресение. На източната страна на форума е разположен булевтериона с форма на покрит амфитеатър, в който заседава градския съвет.
В края на II век са изградени Сердикийските терми, които заемат цялата североизточна част на оградения от градската стена район. Построеният от римляните каптаж на минералния извор се използва до 1912 година, когато е реконструиран при изграждането на съвременната Централна баня. Наред с преториума, термите са двете най-големи сгради в антична Сердика. Те изглежда са разрушени от земетресение в късната Античност, като след това са възстановени само части от тях, но някои от римските басейни се използват до XVIII век. Освен чрез минералния извор, градът се снабдява с вода и чрез осемкилометров водопровод, идващ от каптажи при днешния квартал Бояна, които се използва до 30-те години на XX век.
Вероятно във връзка с известния минерален извор, сред предхристиянските култови места в Сердика особено значение имат свързаните с медицината – известни са големи храмове на Асклепий и Аполон Лечител. Има сведения също за храмове на Артемида, Хюпсистос-Зевс, Серапис, Херакъл, Митра. Освен тях на сечените в града монети са изобразени десетки други богове и обожествени императори. Голяма част от предхристиянското наследство на Сердика е систематично унищожено в края на IV век – при разкопки край западната порта на античния град са разкрити останките на десетки разбити на дребни парчета статуи.
През Римската епоха активна стопанска дейност се развива далеч извън градските стени, но в днешните граници на София. Пример за това са използваните до съвременната епоха тухларни при днешния квартал „Гоце Делчев“, добивни съоръжения за желязна руда на Витоша и за злато в Горубляне и Дървеница, както и десетките известни извънградски вили – някои от тях включват луксозни жилищни помещения, докато други са изцяло ориентирани към земеделско производство, а някои са оградени и от значителни укрепления. Повечето от изследваните вили възникват между края на II и края на III век и са унищожени при различни нападения между края на III и средата на V век.

#### Разцвет на Римска Сердика
Около 271 година Сердика става център на новосъздадената провинция Дакия Аврелиана, а след нейното разделяне през 285 година – на нейната южна част – Вътрешна Дакия. При разделянето на диоцез Мизия на две, тя става столица и на северния диоцез – Дакия, включващ провинциите Вътрешна (Средиземна) Дакия, Крайбрежна Дакия, Дардания, Горна Мизия, Превалитания.
През втората половина на III век град Рим губи мястото си на политически център на Империята и до утвърждаването на Константинопол като нова столица на изток владетелите пътуват между различни градове в провинциите. Един от тези градове е и Сердика, където често пребивават императорите Галерий (роден и починал в града) и особено Константин I, който прекарва в града по няколко месеца през всеки няколко години от управлението си. Според Петър Патриций той изразява особени предпочитания към града: „Константин най-напред възнамерява да пренесе управлението в Сардика; и понеже обича този град, често казва: „Сардика е моят Рим“.
Константин предприема мащабни строежи в Сердика, като разрушава дотогавашните жилищни квартали в югоизточната четвърт на пространството между градските стени и изгражда там архитектурен комплекс, наричан от археолозите „Константинов квартал“. Той представлява градска резиденция на владетеля, включваща жилищни и представителни сгради, останки от които са изложени във вътрешния двор на днешната сграда на администрацията на Президента. Сред тях е и най-старата изцяло запазена сграда в София – ротондата „Свети Георги“.
При Константин са преустроени и укрепленията на Сердика. Стената на Марк Аврелий, вероятно пострадала от нападенията на готите през предходните десетилетия, е изградена наново в opus mixtum върху старите основи. По същото време започва и изграждането на нова външна стена, увеличаваща значително защитената територия на града. Тя не е изцяло разкрита – известни са участъци на север и запад, като е възможно съоръжението да е останало незавършено.
Най-старата известна християнска църква в Сердика е открита под днешната базилика „Света София“ – построена през първата половина на IV век, тя се е намирала в тогавашните гробища източно от града. През същия период е построена и значително по-голяма църква с баптисерий непосредствено извън източната порта на града, под бъдещия Партиен дом. И двете църкви са разрушени, вероятно при нападение на вестготите в края на IV век, след което са построени наново с по-големи размери. В днешния квартал Лозенец е открита още по-голяма църква, свързвана със споменатия през XVII век от Петър Богдан манастир „Света Троица“, в който според него се провежда Сердикийския събор.
Сердикийският събор от 343 година е свикан от западния император Констанс и източния император Констанций II, за да разреши споровете между православни и ариани, събирайки в града над 170 епископи от всички краища на Империята с придружаващите ги делегации. Двата лагера обаче остават непримирими и в крайна сметка арианските епископи напускат Сердика и продължават заседанията си във Филипопол.
Вероятно край Сердика се провежда срещата през 350 година, на която Констанций II убеждава подкрепяния от илирийските легиони Ветранион да се откаже от императорските си претенции. При управлението на Констанций градът е посетен от Амиан Марцелин, който по-късно пише един от основните източници за римската история през IV век. През града изглежда преминава и император Юлиан при похода си от Галия към Константинопол в края на 361 година, както и императорите Валентиниан I и Валент, които през 364 година пътуват от Константинопол за Сирмиум и на 30 май издават в Сердика съвместен едикт.

#### Упадъкът на Империята
Нападенията на вестготите в края на IV век, на хуните в средата на V век и на славяните и аварите от VI век не засягат тежко самия град Сердика, но ликвидират процъфтяващите големи земеделски стопанства около него. Има сведения за жители на Сердика, напуснали града и преселили се в по-добре защитения Солун. Обратно, след римското поражение от готите през 378 година, жители на Адрианопол търсят убежище в Сердика. Гъстотата на застрояване на Сердика нараства, като жилища се строят и върху части от някогашни улици. При окончателното разделяне на Римската империя през 395 година градът остава в нейната източна част.
Между 442 и 447 година Сердика е силно засегната от нападение на хуните на Атила. Според Приск по време на мирните преговори между хуните и Империята след 447 година Атила предлага да се срещне с пратеници на императора в Сердика, но това не се осъществява, тъй като градът е разрушен.
През следващите десетилетия крепостта на Сердика изглежда е възстановена, защото през 469 година тя става убежище на бъдещия император Зенон, който се укрива там от готската армия на своя съперник Аспар. Следващо споменаване на Сердика в източниците е от 516 година, когато сердикийският епископ Домнион е сред няколкото илирийски епископи, извикани в Константинопол от император Анастасий I. Причина за това изглежда е желанието на императора да им окаже натиск в полза на монофизитството, но той скоро е принуден да върне Домнион в епархията му, поради опасения от бунтове на местните гарнизони. Малко по-късно, през 518 година, новият император Юстин I предприема гонения срещу монофизитите, като няколко от най-влиятелните са заточени в Сердика.
Макар да няма конкретни данни, Сердика може би е засегната от преминалите през нейния район нападения на славяни и прабългари през 547 – 548, 549, 551 и 558 година. През 550 година градът е центърът на голяма мобилизация на войски от Тракия и Илирик, които военачалникът Герман трябва да поведе срещу готите на Тотила в Италия.
Сердика е сред множеството крепости на Балканите, укрепени при император Юстиниан Велики (527 – 565). Усилена е вътрешната градска стена от времето на Марк Аврелий, а строената при Константин външна стена изглежда е изоставена. Около стената е изграден с тухлена зидария нов пласт с дебелина 1,80 метра, между съществуващите кръгли кули са добавени нови триъгълни, а при портите са построени нови петоъгълни кули. През този период е изградена и външна стена (протейхизма) на около 20 метра извън основната.
Вероятно при управлението на Юстиниан на мястото на дотогавашната по-скромна гробищна църква, изглежда пострадала от нападенията от предходните столетия, е построена и запазената до днес внушителна базилика „Света София“. С това преустройство тя се превръща в най-голямата църква в града, а с положението си на възвишение пред източната порта доминира градския пейзаж и по-късно дава името си на града.
Сердика изглежда е засегната при славянските походи, започнали през 578 година, като според латински надпис от 580 година император Тиберий II възстановява сгради и водопровод. Градът е тежко засегнат или превзет при славянския поход към Солун от 615 година, тъй като при обсадата на Солун през 617 година там се споменават множество сердикийски бежанци. Няма никакви сведения за града в историческите източници от следващите две столетия.

## Средновековен Средец

### Първа българска държава
Според редица византолози продължителният период без сведения за Сердика във византийските източници се дължи това, че по това време Империята губи контрол върху вътрешността на Балканския полуостров. Според тази хипотеза византийците възстановяват властта си в тези области едва към 774 година, когато император Константин V Копроним изгражда укрепена линия срещу България от Сердика до Месемврия.
През пролетта на 809 година, в навечерието на Великден, българският владетел Крум, завръщайки се от набег в долината на Струма, превзема Сердика и избива 6 хиляди войници и множество цивилни. Падането на града изглежда става без тежки разрушения, основните църкви не са засегнати, а следи от поправки в укрепленията има само при източната и западната порта. То не води и до големи промени в града, само около крепостната стена се появяват множество находки от керамика, характерна за славяните на Балканския полуостров, свидетелстваща за смяна на гарнизона. При западната порта са разкрити и няколко полуземлянки, в чието изграждане са използвани материали от античния град.
През следващите десетилетия липсват сведения за града в писмените източници. Вероятно край него са преминали маджарските походи към Тракия през 934, 943 и 959 година, но не е известно дали Средец е нападан или превземан. Вероятно в самия край на IX или първата половина на X век църквата „Свети Георги“ е изцяло изписана наново, като до днес са частично запазени редки по своето качество изображения на Христос Пантократор, заобиколен от ангели. Има сведения, че градът е посещаван от цар Петър I, по чието искане в специално построена за целта църква в Средец е погребан непосредствено след смъртта си през 946 година отшелникът Иван Рилски.
В края на X век Средец е център на владенията на един от Комитопулите – Арон. След превземането на столицата Преслав в града за известно време се установява и българският патриарх Дамян. През лятото на 986 година Средец е обсаждан в продължение на 20 дни лично от император Василий II, но след като претърпява загуби, той е принуден да се оттегли и по обратния път към Тракия претърпява тежкото поражение при Траянови врата. Малко по-късно Арон е убит от по-малкия си брат Самуил, който установява контрол над областта на града.
През 1001 и 1016 година византийците отново организират походи в района на Средец, но се опитват без голям успех да завладеят околните крепости и не нападат самия град. Едва през 1018 година, след смъртта на последния цар на Първото българско царство Иван Владислав, войводите на 35 крепости, включително Средец, доброволно приемат върховенството на византийския император. Градът става част от тема България, като през следващите две десетилетия няма писмени сведения за него.

### Византийски период
В 1040 година градът попада под контрола на въстаниците на Петър Делян, а за потушаването на бунта тук пристига лично император Михаил IV. Според някои сведения в превземането на града участват и викингски наемници, водени от Харалд Хардрада.
След 1048 година византийските власти заселват в Софийското поле значителен брой печенеги, някои от които вероятно се установяват и в града. През 1059 година в Средец пристига император Исак I Комнин с голяма войска, за да спре напредващите към града унгарци, но двете страни постигат споразумение без голям военен сблъсък. След това императорът отива в Паристрион, за да потуши бунтовете на тамошните печенеги.
В края на 1066 или началото на 1067 година за управител на Средец е назначен бъдещият император Роман IV Диоген. Още при пристигането си в града той влиза в сблъсъци с групи печенеги и за успехите си в тях получава титлата вестарх. През 1078 година районът на Сердика е център на бунта на Лека, павликянин от Пловдив, който убива подкрепящия императора епископ Михаил.
През 1096 година участници в Първия кръстоносен поход преминават на няколко групи през града, наричан в западните източници Стралиция или Стерниц. Един от водачите му, Пиер Отшелника, получава в Сердика едикт на император Алексий I Комнин, уточняващ реда за преминаване на похода през Балканите. През 1114 година в града са концентрирани войски за защита от куманите, но до тежки сблъсъци не се стига.
През 1127 година Сердика е завзета за кратко и разграбена от унгарския крал Ищван II. През 1147 година относително мирно през града преминават част от участниците във Втория кръстоносен поход, водени от германския крал Конрад III. Към 1050 година император Мануил I Комнин заселва в района на Сердика голям брой сърби, пленени в успешния му поход срещу Урош II Примислав. През следващите години градът е основна опорна точка на Империята в честите конфликти със сърби и унгарци, като Мануил Комнин лично присъства там през 1153 година и редовно през 60-те години. През 1166 година той отново е в града, където се среща с австрийския херцог Хайнрих II Язомиргот, пратеник на император Фридрих I Барбароса. През 1172 година, непосредствено след смъртта на Ищван III, император Мануил Комнин отново е в Сердика и успява да постави на унгарския трон своя зет Бела III.
Според сведенията на арабския пътешественик Мохамед ал-Идриси от средата на XII век Триадица („Атралиса“) има „многолюдни квартали и многобройни сгради, с непрекъснато следващи обработени полета и дървета“. Според кръстоносните хронисти Вилхелм Тирски и Ансберт през същия период пазарите в градовете Средец и Пловдив са главен източник за снабдяване на кръстоносните армии със съестни припаси, зърнени храни, вино и грозде.
През 1183 година Средец е превзет и опустошен от съюзените войски на унгарския крал Бела III и сръбския велик жупан Стефан Неманя. Бела III отнася в Естергом мощите на свети Иван Рилски, но няколко години по-късно ги връща в Сердика. На 13 август 1189 година до града достигат кръстоносните войски на император Фридрих I Барбароса – Третият кръстоносен поход, които очакват да намерят предварително уговорен богат пазар на хранителни стоки и вино, обаче с изненадаи разочарование го заварват изоставен от жителите му. Дали това бягство на средечани се дължи на страха от нови нападения на други войски – на Стефан Неманя и братята му Страцимир и Мирослав Завидович през предишните години, не може да се каже.
През 1191 година Средец е превзет за кратко от Иван Асен I, който трайно присъединява града към Второто българско царство през 1195 година, при което мощите на свети Иван Рилски са пренесени в столицата Търново.

## Разцвет през XIII-XVII век

### Второ българско царство
В рамките на Второто българско царство Средец има голямо стратегическо значение за българския контрол над Поморавието и Македония. В първите десетилетия след присъединяването му са взети мерки за възстановяване на крепостната стена и значителните разрушения във вътрешността на града. Укрепленията са закърпени с наличен материал, а кръглите кули по градската стена са преустроени в типичните за периода четириъгълни. Гъстотата на застрояване в самия град продължава да се увеличава и много улици се превръщат в тесни проходи, появяват се двуетажни сгради.
Известни са няколко управители на Средец в средата на XIII век, които носят титлата севастократор, втора по ранг след царската. Това са севастократор Александър, брат на цар Иван Асен II, неговият син Калоян и накрая зетът на Александър Петър, който по време на кризата след смъртта на Иван Асен II управлява всички западни области на България.
Вероятно при севастократор Калоян останките от античния Константинов квартал са реконструирани в резиденция на управителя на града. До края на XIX век този квартал се нарича Калоянова махала – по това време името е неправилно свързвано с цар Калоян, поради което една от улиците там получава името „Цар Калоян“. Севастократор Калоян е и ктитор на Боянската църква, един от най-забележителните паметници на българското средновековно изкуство, в която е запазен негов портрет в цял ръст, датиран към 1259 година.
През XIV век при митрополитската катедрала „Света София“ действа книжовна школа, от чиято дейност е запазено Средецкото евангелие. От този период са първите споменавания на града под името София, както формирането на комплекса от манастири около него, наричан по-късно Софийска света гора. В София има кантори на търговци от Дубровник, а градът произвежда многоцветна луксозна сграфито керамика, бижутерия и железарски изделия.
След смъртта на цар Иван Александър през 1371 година и спора между наследниците му, София изглежда попада във владенията на Иван Срацимир, като някои изследователи свързват с този период последното изписване на църквата „Свети Георги“, при което е използвана т.нар. сръбска редакция на старобългарския език. Малко по-късно обаче градът вече е под контрола на Иван Шишман, който пребивава в София през 1378 година, както се вижда от издадена от него грамота на Рилския манастир.
При управлението на последния търновски цар Иван Шишман София е завладяна от османците. Още през 1372 година те завземат близките Самоков и Ихтиман, но едва десетилетие по-късно настъпват към София. Османският военачалник Лала Шахин в продължение на 3 месеца обсажда града, като в докладите си до правителството възхвалява природните условия, богатството и стопанската активност в него, както и политическото му значение. Лала Шахин напуска обсадата преди нейния край, оставяйки командването на Индже Балабан бей, който превзема София през 1382 година.
За начина на превземане на София има различни версии. Според Индже Балабан бей това става, след като той внедрява свой агент в града, успява да изведе оттам командващия бан Янука, пленява го и защитниците на крепостта се предават. В същото време по археологически данни крепостната стена в участъка на западната порта е разрушена чрез подкопаване с подземни галерии.

### Османска власт
Малко след завземането на София от османците, нейната крепостна стена е разрушена, давайки възможност за разрастване на града извън нейните граници. Премахването на стената, заедно със строителството на джамии, които трябва да бъдат ориентирани в посоката към Мека, постепенно унищожава античното градоустройство с ориентирани в главните географски посоки улици.
По време на големия поход на Янош Хуняди през есента на 1443 г. османците изоставят София, като евакуират населението и опожаряват града, за да затруднят снабдяването на противника. Унгарците са посрещнати от християните с тържествена служба в катедралата „Света София“, но няколко седмици по-късно те отстъпват към Пирот и християните в София и околностите са подложени на кланета заради съдействието, оказано на унгарската армия.
Според свидетелства на европейски пътешественици, в средата на XV век София запазва предимно българския си характер. От 1460 година в София се намират мощите на Светия Крал – Стефан II Милутин, а през 1469 година важно събитие за православната общност става преминаването през града на процесията по пренасянето на мощите на свети Иван Рилски от Търново към Рилския манастир. От този период са известни имената на няколко български първенци от града, главно ктитори на църкви и манастири – на споменатия от Владислав Граматик през 1469 г. ктитор Георги, на Радослав Мавър, обновил и изписал Драгалевския манастир в 1476 година, на Радивой, обновил и изписал в 1493 година Кремиковския манастир. По това време в София и околните манастири от Софийската света гора се развива Софийската книжовна школа.
В продължение на стотици години София е важен административен център в Османската империя, първоначално на бейлербейство Румелия (едно от двете заедно с бейлербейство Анадола), а по-късно и на Румелийски еялет, както и на големия Софийски паша санджак, в пределите на който влиза цяла Тракия с Пловдив и Одрин, вкл. и част от Македония със Солун и Скопие.
След присъединяването на София към Османската империя в града продължава да процъфтява колонията от дубровнишки търговци, към които се присъединяват и италианци от Флоренция и Венеция, образувайки католически квартал в района на разрушената западна порта на крепостта. В центъра на града живеят арменци, главно златари и кожухари, а в североизточните квартали – евреи, които развиват мащабна търговия до Нидерландия и Франция. През този период градът започва да произвежда и изнася за Италия луксозни продукти, като вълнения плат чоха и най-вече обработени кожи, разновидност на които в Италия наричат „булгарини“. В София се доставят от Италия стъклени съдове, лекарства, фаянс.
Още през XV век в София се усеща засилващо се османско влияние. По това време градът на няколко пъти е временно седалище на бейлербея на Румелия, пост с особено голямо влияние в Империята, понякога заеман от самия велик везир. По това време е изграден и най-големият мюсюлмански храм в града – Буюк джамия. Част от църквите в града са превърнати в джамии, но в ХV век в града оцеляват и действат около 12 храма, като запазената до днес „Света Петка Самарджийска“, а съборна черква е „Света Марина“.
През първите десетилетия на XVI век културната и етническа среда в София рязко се променя – за разлика от предходното столетие, през 30-те години пътешественици вече говорят за мюсюлманско мнозинство в града, а в средата на XVII век за изцяло турско население. В началото на XVI век в джамии са превърнати двете големи антични църкви – „Света София“ в Сиявуш паша джамия и „Свети Георги“ в Гюл джамия, а по археологически данни жителите на голяма част от градския център вече са мюсюлмани. Няма много сведения за начина, по който протича ислямизацията на София, но през този период за мъченици са обявени поредица християни, отказващи да приемат исляма – Георги Софийски Нови (1515), Софроний Софийски (1515), Георги Софийски Най-нови (1530), Николай Софийски Нови (1555), Терапонтий Софийски (1555).
През 1530 година София трайно става столица на Румелийския еялет, обхващащ централната част на Балканския полуостров от Източна Тракия до Поморавието и Епир. Последвалото столетие е период на икономически подем, като в града процъфтяват множество занаяти и за пръв път от Античността се секат монети, като се използва главно злато и сребро, добити в мините около Чипровци. През XVI век в града се строят монументални обществени сгради, като разположената до конака Челеби джамия (1503), превърнатата днес в църква Коджа дервиш Мехмед паша джамия (1528), действащата и днес Баня Баши джамия (1575), строена от най-известния османски архитект Мимар Синан. Известни са имената на още десетина джамии в София, но според автори от този период броят им е около 150.
Според бележките на Стефан Герлах в 1578 година в града има 12 църкви, посещавани от българи и гърци, и две български училища – едно при катедралната църква „Света Марина“, в която се намира тялото на свети цар Стефан, и друго за момичета.
Между 1574 година и управлението на султан Мурад IV (1623 – 1640) в София работи османска монетарница, в която се секат сребърни акчета.

## Упадък през XVII-XIX век
От XVII век София постепенно започва да запада заедно със западането на Османската империя и края на големите походи към Централна Европа, за които градът е важен изходен пункт. Много от обществените сгради са занемарени, античната водопроводна система е в лошо състояние и на много места е заменена от кладенци. В края на столетието градът е напуснат от дубровнишките и италианските търговци, изселват се някои от еврейските търговски фамилии, както и висшите турски чиновници, но същевременно в покрайнините се заселват българи от съседните села. През XVIII век румелийските бейлербейове започват периодично да пребивават в Битоля, която официално става център на Румелийския еялет през 1836 година.
Bъстанието на архиереите в Софийско и Самоковско избухва в 1737 г., при сподавянето му в края на юли и началото на август 1737 г. по заповед на Али паша Кюпрюлюоглу са избити около 350 софийски граждани, свещеници, монаси и хора от околните села, включително самоковският митрополит Св. мъченик Симеон Самоковски и Софийски, обесен в София от турците на 21 август 1773 г. – той е деветият софийски светец.
Започналата в края на XVIII век анархия, свързана с кърджалийството, освобождението на Сърбия и приближаването на границата до София се отразявт зле на София. Към всичко това се прибавя големият пожар от 1816 г., чумата от 1857 г. и две земетресения – съответно през 1818 и 1858 г. Въпреки това София остава един от големите български градове. В града има консули на Франция, Италия и Австро-Унгария. Според свидетелства на посетили града през 1862 година американски мисионери, той има 30 хиляди жители, 1/3 от които българи, а самият град „има доста сиромашки вид, но сега българската му част бързо се замогва“. През 1864 г. градът става център на Софийски санджак в новосъздадения Дунавски вилает, а от 1876 г. София е вече административен център на Софийски вилает, който обхваща голяма част от съвременна Западна България – от Копривщица до Ниш и от Горна Джумая до Пирот с Орхание, Враня, Самоков и Прокупле.
Българите в София в ХIХ век имат своя община, 7 църкви и 2 светски училища – взаимно (основано в 1825 г.) и класно, а килийни при църквите и манастирите има още от времето на Софийската книжовна школа. В 1867 г. е основано читалище „Цвят“, българското женско дружество „Майка“ е от 1869 г., в 1874 г. е създадена ученическата дружина „Напредък“. Тук Баба Неделя основава първото девическо училище в българските земи. От 1859 г. започват празненствата в чест на славянските първоучители св. Кирил и Методий.
Конфликтите с гръцкото духовенство в София започват още в 1818 г. На 15.10.1872 г. в храма „Св. Стефан“ в Цариград българският екзарх Антим I хиротонисва Първия екзархийски Софийски митрополит Мелетий.
B 1870 г. Васил Левски основава революционни комитети не само в града, но и в околните села. Видни софийски възрожденци са Димитър Трайкович – член на Софийския революционен комитет, Иван Денкоглу, Сава Филаретов, Йорданка Филаретова, Захари Икономович - Круша, революционерът книжар Никола Вардев, йеромонах Генадий Скитник (Иван Ихтимански) – член на Софийския революционен комитет и игумен на Драгалевския манастир, където Левски често отсяда и прави заседания на комитета, Никола Стефанов Крушкин – Чолака, съратник на Левски, член на Софийския революционен комитет, обесен от турците, Георги Абаджията – книжар, куриер на Софийския революционен комитет обесен от турците заедно с Чолака, Киро Геошев (Киро Кафеджи), съратник и ятак на Левски, обесен от турците, хаджи Стоян Книжар обесен от турците, Христо Ковачев член на Софийския революционен комитет, заточен в Диарбекир, участниците в Априлското въстание копривщенците Стойчо Рашков и Тодор Малеев, на които е възложено да вземат от Пловдив материали за леене на куршуми и са обесени от турците на Лъвов мост и т.н.
При отстъплението на османските войски в края на 1877 година, по време на Руско-турската война, османският командващ Сюлейман паша планира пълното опожаряване на града подобно на Стара Загора, при което разправата с християнското население става неминуема. Категоричната намеса на консулите Леандър Льоге и Вито Позитано, a по непотвърдени данни и застъпничеството на софийския равин Габриел Меркадо Алмоснино спасяват града от опожаряване. Австро-унгарският консул Йозеф Валхард също подкрепя действията в защита на града. Въпреки това руските и чуждите кореспонденти заварват 16 бесилки, на които са екзекутирани българи до последния момент преди навлизането на освободителните войски. .

## Столица на Третата българска държава
В самото начало на новата година, на 4 януари 1878 г. (23 декември 1877 г. стар стил), след битката при София, руските части под командването на генерал Йосиф Гурко влизат в града. През февруари 1878 г. населението на града е намаляло почти наполовина спрямо предвоенния период и по данни на общината е 11 694 души, от които 6560 българи, 3538 евреи, 839 турци и 737 цигани.
На 20 октомври 1878 г. от Пловдив в София се премества седалището на Временното руско управление, а на 3 април (22 март стар стил) 1879 г. по предложение на Марин Дринов Учредителното събрание избира София за столица на Княжество България (4 април е обявен за празник на София). В резултат на това броят на жителите нараства по-бързо в сравнение с другите български градове, главно от вътрешната миграция.
Избирането на София за столица спомага за нейното бързо превръщане в голям и важен политически, административен, икономически, научен и културен център на страната. Градоустройствените промени започват с голям размах скоро след това събитие. Центърът на града започва да се измества от площада при Баня Баши джамия към площада около Съборната катедрала „Св. Крал“ (днешната църква „Света Неделя“), където се пресичат четирите основни пътни артерии на града. Оформени са широки радиални булеварди, а малките криви сокаци са заменени от успоредни преки, които се пресичат под прав ъгъл.
Територията на града от времето непосредствено след обявяването на София за столица на България през 1879 година представлява”Историческия център на София”, или “Стара София”, и обхваща територията заключена приблизително в рамките на булевардите Сливница, Христо Ботев, Патриарх Евтимий, Васил Левски и Цар Освободител, и улица Георги Раковски.
Представителният център на града се оформя около княжеския дворец (царския дворец) и Народното събрание, а районът става средище не само на политическия живот, но и на културни и обществени прояви. През 1907 г. в близост е открита сградата на Народния театър. В началото на XX в. булевард „Цар Освободител“ е застлан с придобилите символично значение жълти павета, които свързват двореца с площада на Народното събрание и паметника на руския цар Александър II, паметникът на Царя Освободител. По-нататък булевардът стига до започналия да се оформя в края на XIX в. нов „аристократический“ квартал на преподаватели, политици, юристи и офицери. В тази посока е и първото по-сериозно разширение на града – до коритото на Перловска река и Орлов мост.
Започва също концентрацията на капитали и развитието на промишлеността, изграждането на предприятия на електродобивната, металодобивната, пивоварната и дървопреработвателната промишленост. В повечето случаи това са все още малки фабрики и работилници. Към края на века на река Искър над Панчарево е построена първата водноелектрическа централа, която осигурява електроенергия за града. В 1893 г. е построена железопътната линия София-Перник, а след това и до Пловдив и Варна.
Планираният и построен приблизително до 1915 година град се нарича днес “Централна градска част” или “Идеален център”, припокриващи се с понятието “кв. Център”, или така наречената градоустройствената зона Ц (център). Към този ранен период в началото на XX век тогавашният град, сегашен център, вече е имал своите квартали, като имената на някои от тях все още се използват в ежедневието, както и по повод административни и градоустройствени теми. Такива квартали са Банишора, Баш-чешма, Буката, Драз махала („Каруцарската махала“ до Сточна гара), Куру-чешме, Кюлуците (източно от ул. Георги Раковски и северно от бул. Дондуков, западно от бул. Васил Левски, южно от бул. Сливница), Лигина махала, Перловец, Хамбарите, Черната джамия (около църквата Св. Седмочисленици), Чир махла, Юч Бунар (западно от бул. Христо Ботев), също и по-крайни като Коньовица. Някои от булевардите ограждащи днешния център са носили името Окръжно (Околовръстен) шосе (път), като бул. Пенчо Славейков и бул. Константин Величков. 
През 1922 година кабинетът на Българския земеделски народен съюз приема специален Закон за столичната община, който дава значителни правомощия на новосъздадените 6 района със собствени съвети и кметове, като в същото време осигурява големи възможности на правителството в местното самоуправление. 20-те години са период на интензивно разрастване на града, през който са построени около 15 хиляди нови сгради (при 10 хиляди от Освобождението до 1920 година), като през 1919 – 1926 година строителните площи се увеличават от 7,9 на 24,9 квадратни километра. През тези години много преселници, живеещи първоначално във вътрешността на града, се преместват в нововъзникващи предградия, като „Хаджи Димитър“, източната част на Кюлуците, Тухларниците, Булина ливада.
На Велики четвъртък, 16 април 1925 г., в София е извършен атентатът в църквата „Света Неделя“ от дейци на военното крило на БКП. Убити са 170 души и са ранени 500.
Към 1934 година улиците и площадите заемат 14% от площта на града, като едва 5% от тях са павирани. През 1938 г. е приет градоустройствен план, разработен от проф. Адолф Мусман (т.нар. план Мусман), който предвижда благоудтройството на града при нарастване на населението до 600 000 жители.
По време на Втората световна война, в началото на която България обявява война на Великобритания и Съединените щати, британските и американските въздушни сили извършват жестоки бомбардировки на София. Ударени са най-вече граждански обекти, като Народния театър (тежко засегнат), църквата от ХI век Свети Спас (силно разрушена в 1944 г.), Градската библиотека (напълно унищожена на 30.03.1944 г., изгарят 40 000 тома книги), католическата катедрала Свети Йосиф (напълно унищожена на 30.03.1944 г.), Духовната академия (тежко засегната, изгорен е куполът на храма, вграден в нея), взривени и опожарени са хиляди жилищни сгради, разрушен е градският център, убити са над 2000 души от софийското население и са разрушени 12 657 сгради.
През 1945 г. е одобрен нов общ градоустройствен план на столицата, т.нар. план „Нейков“ .
След референдум през 1946 г. България е провъзгласена за народна република и се установява отечественофронтовска власт, като значително се променя обликът на столицата. Нейната численост започва да расте с бързи темпове, най-вече поради централизацията и колективизацията. Започва да се обръща по-голямо значение на тежката промишленост и индустриализацията, като продължава градоустройството и жилищното строителство. През 1958 г. е пуснат в експлоатация завод „Кремиковци“. Разширява се и се обновява пътната мрежа и градският транспорт. Все пак през 70-те години на 20 в. архитектите успяват да се преборят с плановете дотогава да се разчисти градският център за социалистическо строителство, като бъдат разрушени старите сгради (вж. Комплекс „Ларго“). Така от разрушение са спасени бившият царски дворец, Военният клуб, БАН и други сгради край Централни хали, Женския пазар, Лъвов мост, по ул. „Пиротска“ и ул. „Екзарх Йосиф“.
През втората половина на 20 век към София са присъединени много от съседните села, които дотогава са самостоятелни – Биримирци и Обрадовци през 1955 г., Княжево през 1958 г., Бояна, Враждебна, Връбница, Горна баня, Драгалевци, Дървеница, Илиянци, Малашевци, Обеля, Орландовци, Симеоново и Слатина през 1961 г., Суходол, Требич и Филиповци през 1971 г., Ботунец, Горубляне, Кремиковци, Сеславци и Челопечене през 1978 г.
По време на комунистическия режим редица от най-емблематичните улици и площади в града са преименувани по идеологически причини, като след 1989 г. предишните имена са възстановени.

## Съвременна София
След падането на комунистическия режим през 1989 г. има период на подем в частното строителство. Построени са нови модерни сгради, много от тях с участието на чужди инвеститори. През 2015 г. е завършена сградата на Капитал Форт, намираща се на входа на София откъм бул. „Цариградско шосе“, която става най-високата сграда в България, измествайки хотел „Родина“, построен четвърт век по-рано.